# Chrysoperla gallagheri
Chrysoperla gallagheri là một loài côn trùng trong họ Chrysopidae thuộc bộ Neuroptera. Loài này được Hölzel miêu tả năm 1989.